# Zofia Kowalewska (reżyser)
Zofia Kowalewska (ur. 31 sierpnia 1995 w Krakowie) – polska reżyserka.

## Życiorys
Jest córką Macieja Kowalewskiego, aktora, reżysera i scenarzysty oraz Edyty Torhan, aktorki. Ma młodszą siostrę Mariannę, aktorkę, pisarkę i aktywistkę.
Ukończyła II Liceum Ogólnokształcące im. Stefana Batorego w Warszawie (matura 2014). Jest absolwentką Wydziału Reżyserii Filmowej i Telewizyjnej Państwowej Wyższej Szkoły Filmowej, Telewizyjnej i Teatralnej im. Leona Schillera w Łodzi (2020).
Autorka filmu Więzi, który zdobył wiele nagród na festiwalach w Polsce i poza jej granicami, był m.in. w oficjalnej selekcji Festiwalu Filmowego Sundance 2017 oraz na krótkiej liście filmów mających szansę na nominację do Oskara w 2017 roku.
Laureatka Talentu Trójki w kategorii film (2018).

## Filmografia
- 2016: Więzi[4]
- 2018: Bliscy[7]
- 2021: Tylko wiatr[8]
- 2022: Kot[9]

## Nagrody
- Nowe Horyzonty Konkurs Polskich Filmów Krótkometrażowych 2016: Trzecia nagroda za Więzi[4]
- Krakowski Festiwal Filmowy 2016: Srebrny Smok za Więzi[4]
- Młodzi i Film Konkurs Krótkometrażowych Debiutów Filmowych 2016: Jantar za Więzi[4]
- Short Waves Konkurs Polski - Wyróżnienie i nagroda publiczności 2017: za Więzi[4]
- Nagroda Polskiego Kina Niezależnego im. Jana Machulskiego 2018: za Więzi[4]
- Transatlantyk Konkurs Polskich Filmów Krótkich - Trzecie miejsce 2019: za Bliscy[7]
- Festiwal Mediów Biała Kobra - Wyróżnienie w kategorii filmów dokumentalnych oraz Nagroda Specjalna - Nagroda Jury Młodych Krytyków  2021: za Tylko wiatr[8]